# Dusmatovit
Das Mineral Dusmatovit ist ein sehr selten vorkommendes Ringsilikat aus der Milaritgruppe und hat die Endgliedzusammensetzung K Na□ Mn2+2 Zn3 Si12O30. Es kristallisiert im hexagonalen Kristallsystem und entwickelt dunkelblaue Kristalle und Aggregate.

## Etymologie und Geschichte
Entdeckt wurde Dusmatovit in den Moränen des Gletschers Dara-i-Pioz (auch Darai-Pioz oder Dara-Pioz) im Alaigebirge in Tadschikistan und 1996 von L.A. Pautov, A.A. Agakhanov, E.V. Sokolova, K.I. Ignatenko als neues Mineral der Milaritgruppe beschrieben. Sie benannten das Mineral nach dem tadschikischen Geologen und Mineralogen Vyacheslav Djuraevitch Dusmatov (1936–2004) in Anerkennung seiner Arbeit in der Darai-Pioz-Region. Dusmatov war beteiligt an der Erstbeschreibung zahlreicher neuer Minerale vom Darai-Pioz-Gletscher, darunter Sogdianit und Darapiosit aus der Milaritgruppe.

## Klassifikation
Da der Dusmatovit erst 1994 als eigenständiges Mineral anerkannt wurde, ist er in der seit 1977 veralteten 8. Auflage der Mineralsystematik nach Strunz noch nicht verzeichnet.
Im zuletzt 2018 überarbeiteten und aktualisierten Lapis-Mineralienverzeichnis nach Stefan Weiß, das sich im Aufbau noch nach dieser alten Form der Systematik von Karl Hugo Strunz richtet, erhielt das Mineral die System- und Mineral-Nr. VIII/E.22-135. In der „Lapis-Systematik“ entspricht dies der Klasse der „Silikate und Germanate“ und dort der Abteilung „Ringsilikate“, wo Dusmatovit zusammen mit Agakhanovit-(Y), Almarudit, Armenit, Berezanskit, Brannockit, Chayesit, Darapiosit, Eifelit, Emeleusit, Faizievit, Friedrichbeckeit, Klöchit, Lipuit, Merrihueit, Milarit, Oftedalit, Osumilith, Osumilith-(Mg), Poudretteit, Roedderit, Shibkovit, Sogdianit, Sugilith, Trattnerit, Yagiit und Yakovenchukit-(Y) die Gruppe „Doppelte Sechserringe [Si12O30]12− – Milarit-Osumilith-Gruppe“ mit der System-Nr. VIII/E.22 bildet.
Die von der International Mineralogical Association (IMA) zuletzt 2009 aktualisierte 9. Auflage der Strunz’schen Mineralsystematik ordnet den Dusmatovit ebenfalls in die Abteilung der „Ringsilikate“ ein. Diese ist weiter unterteilt nach der Struktur der Ringe, so dass das Mineral entsprechend seinem Aufbau in der Unterabteilung „[Si6O18]12−-Sechser-Doppelringe“ zu finden ist. Darin gehört es mit Almarudit, Armenit, Berezanskit, Brannockit, Chayesit, Darapiosit, Eifelit, Friedrichbeckeit, Klöchit, Merrihueit, Milarit, Oftedalit, Osumilith, Osumilith-(Mg), Poudretteit, Roedderit, Shibkovit, Sogdianit, Sugilith, Trattnerit und Yagiit zur „Milaritgruppe“ mit der System-Nr. 9.CM.05.
Die Systematik der Minerale nach Strunz (9. Auflage) wird von „Hudson Institute of Mineralogy“ in der Mineraldatenbank „Mindat.org“ weitergeführt. Hier gehört Dusmatovit in die Klasse „Silicate und Germanate“ und die Abteilung der „Ringsilikate“ (englisch [Cyclosilicates). Diese ist weiter unterteilt nach der Zähligkeit und Multiplizität der Silicatringe und Dusmatovit wird in der Unterabteilung „sechser-Doppelringe“ (englisch Si6O18]2- 6-membered double rings) mit der Systemnummer 9.CM geführt, zusammen mit den zuvor aufgeführten Mineralen der Milarit-Gruppe, den neu hinzugekommenen Mineralen Aluminosugilith und Laurentthomasit sowie dem verwandten Mineral Faizievit.
Auch die vorwiegend im englischen Sprachraum gebräuchliche Systematik der Minerale nach Dana ordnet den Dusmatovit in die Klasse der „Silikate und Germanate“, dort allerdings in die bereits feiner unterteilte Abteilung der „Ringsilikate: Kondensierte Ringe“ ein. Hier ist er in der „Milarit-Osumilith-Gruppe (Milarit-Osumilith-Untergruppe)“ mit der System-Nr. 63.02.01a innerhalb der Unterabteilung „Ringsilikate: Kondensierte, 6-gliedrige Ringe“ zu finden.

## Chemismus
Dusmatovit ist das Mn2+-Äquivalent von Klöchit bzw. Shibkovit und hat die empirische Zusammensetzung
[12]K [9](Na0,66K0,35) [6](Mn1,48Zr0,16Y0,17) [4](Zn2,17Li0,74) [4]Si12O30, wobei in den eckigen Klammern die Koordinationszahl der jeweiligen Position in der Kristallstruktur angegeben ist.
Die Endgliedzusammensetzung des Dusmatovit war umstritten. Cooper et al. definierten 1999 Dusmatovit als K-Analog von Darapiosit mit der Formel
- [12]K [9]K2 [6]Mn2+2 [4](Zn2Li) [4]Si12O30.[11]

Die Gruppe von Sokolova und Hawthorne beschrieb Dusmatovit ein Jahr später als Manganäquivalent von Klöchit und Shibkovit mit der Formel
- [12]K [9](□ Na) [6]Mn2+2 [4]Zn3 [4]Si12O30.[3]

Hawthorne, an der Veröffentlichung von beiden widersprüchlichen Formeln beteiligt, publizierte 2002 ein allgemeines Schema zur Ermittlung der Endgliedzusammensetzungen komplexer Mischkristalle und bestätigt die Dusmatovit-Formel des Teams um Sokolova:
- [12]K [9](□ Na) [6]Mn2+2 [4]Zn3 [4]Si12O30.[4]

Die gemessenen Zusammensetzungen von Dusmatovit entsprechen Mischkristallen von Dusmatovit mit Sogdianit (Zr-Einbau) und einem hypothetischen Y-Li-Endglied der Zusammensetzung K Na2 Y3+2 Li3 Si12O30 (Y3+-Einbau).

## Kristallstruktur
Dusmatovit kristallisiert mit hexagonaler Symmetrie der Raumgruppe P6/mcc (Raumgruppen-Nr. 192) und den Gitterparametern a = 10,218 Å und c = 14.292 Å sowie zwei Formeleinheiten pro Elementarzelle. 
Dusmatovit ist isotyp zu Milarit, das heißt, er kristallisiert mit der gleichen Struktur wie Milarit. Die 12-fach koordinierte C-Position ist voll besetzt mit Kalium (K+), die 9-fach koordinierte B-Position halb mit Natrium (Na+) und Kalium. Mangan (Mn2+), Zirkon (Zr4+) und Yttrium (Y3+) füllen die 6-fach koordinierte A-Position. Die tetraedrisch koordinierten T2-Position enthält vorwiegend Zink (Zn2+) sowie etwas Lithium (Li+). Die T1-Position, die die 6er-Doppelringe aufbaut, enthält nur Silizium (Si4+).

## Bildung und Fundorte
Bislang (Stand 2024) wurde Dusmatovit nur an seiner Typlokalität, dem Gletscher Dara-i-Pioz im Alaigebirge in Tadschikistan gefunden und dokumentiert, wo es in Pegmatitbruchstücken in den Moränen vorkommt. Dusmatovit tritt hier zusammen mit Quarz und Mikroklin, sowie dem Natrium-Pyroxen Ägirin, Tadzhikit-(Y), Kupletskit, Hyalotekit, Betafit und dem Lithium-Glimmer Polylithionit auftritt.
Dieser sehr mineralreiche Fundort stellt die Typlokalität von 44 Mineralen dar (Stand 2024), davon allein 5 aus der Milaritgruppe: Berezanskit, Darapiosit, Dusmatovit, Shibkovit und Sogdianit. Weiterhin wurden hier die Milaritgruppenminerale Milarit, Osumilith, und Sugilith nachgewiesen.